# Kasztelania dorpacka
Kasztelania dorpacka – kasztelania mieszcząca się niegdyś w województwie dorpackim, z siedzibą (kasztelem) w Dorpacie.

## Kasztelanowiedorpaccy
| Monarcha                                 | Wojewoda                                                | #  | Kasztelan                                                                                | Portret | Herb | Lata sprawowania urzedu                          | Lata życia                 |
| ---------------------------------------- | ------------------------------------------------------- | -- | ---------------------------------------------------------------------------------------- | ------- | ---- | ------------------------------------------------ | -------------------------- |
| Zygmunt III Waza                         | Marcin Kurcz (do 1602)                                  | 1  | Maciej Leniek z Rokitnicy                                                                |         |      | 17 maja 1599 - przed 19 maja 1611                | zm. przed 19 maja 1611     |
| Zygmunt III Waza                         | Teodor Dadźbog Karnkowski/ Mikołaj Kiszka               | 2  | Bertram Holzschuher Bartłomiej Holczur, Olczur, Olszer, Olszur, Holdeschauer h. własnego |         |      | 26 stycznia 1612 - 24/25 lutego 1620             | zm. 24/25 lutego 1620      |
| Zygmunt III Waza                         | Mikołaj Kiszka                                          | 3  | Jan Korsak-Hołubicki Jan Korsak-Hołubicki h. własnego                                    |         |      | 20 sierpnia 1620 - 2 października 1621           |                            |
| Zygmunt III Waza                         | Kasper Denhoff                                          | 4  | Aleksander Mosalski Aleksander Masalski                                                  |         |      | 19 listopada 1627 - 25 lutego 1631               | zm. 1643                   |
| Władysław IV Waza                        | Kasper Denhoff/ Gothard Jan Tyzenhauz                   | 5  | Tomasz Grochowski                                                                        |         |      | ok. 28 lutego 1633 - 1 czerwca 1638              | zm. 1 czerwca 1638         |
| Władysław IV Waza                        | Gothard Jan Tyzenhauz/ Andrzej Leszczyński              | 6  | Piotr Rudomina-Dusiacki                                                                  |         |      | 17 lutego 1639 - 30 grudnia 1643                 | zm. 1649                   |
| Władysław IV Waza                        | Andrzej Leszczyński                                     | 7  | Henryk Denhoff                                                                           |         |      | 30 grudnia 1643/3 marca 1644 - 26 listopada 1646 | ok. 1585 - 1659            |
| Władysław IV Waza/ Jan II Kazimierz Waza | Andrzej Leszczyński                                     | 8  | Mikołaj Ossoliński                                                                       |         |      | przed 14 lutego 1648 - przed 4 lipca 1650        | zm. przed 4 lipca 1650     |
| Jan II Kazimierz Waza                    | Andrzej Leszczyński/ Enoch Kolenda/ Teodor Denhoff      | 9  | Tomasz Kossakowski                                                                       |         |      | 9 grudnia 1650 - 15 marca 1652                   |                            |
| Jan II Kazimierz Waza                    | Teodor Denhoff/ Zygmunt Opacki/ Aleksander Ludwik Wolff | 10 | Wilhelm Holzschuher Wilhelm Holzschuher h. własnego                                      |         |      | 29 marca 1653/13 maja 1653 - 1654                | zm. przed 12 sierpnia 1656 |
| Jan II Kazimierz Waza                    | Przecław Leszczyński                                    | 11 | Aleksander Maksymilian Niemira                                                           |         |      | 1660/1662 - 1664                                 |                            |